# Viswanathan Anand
Viswanathan Anand (Tamil:  விசுவநாதன் ஆனந்; født 11. december 1969) er indisk skakstormester og tidligere verdensmester. Han har siden 1997 været blandt de tre bedste spillere i verden og er en af blot seks, der har opnået et Elo-ratingtal på over 2800 (de andre er Garry Kasparov, Vladimir Kramnik, Veselin Topalov, Magnus Carlsen og Levon Aronian).
Anand var for første gang øverst på ratinglisten i april 2007, og han fulgte denne placering op med sejr i VM-turneringen i september samme år, hvorved han kunne kalde sig for verdensmester som afløser for Vladimir Kramnik. Året efter blev der spillet en match om VM-titlen mellem Anand og Kramnik, og her vandt Anand med 6½-4½. Anand forsvarede sin titel i 2010 med 6½-5½ over Veselin Topalov samt i 2012 med 2½-1½ i hurtigskak efter 6-6 i den ordinære kamp mod Boris Gelfand.
Han er blandt de højest ratede personer nogensinde.

## Karriere
Viswanathan Anands skakmæssige karriere har været nærmest kometagtig. Første gang, han for alvor viste sit talent, var, da han i 1983 vandt det indiske mesterskab for de yngste spillere med en score på 9/9. Året efter opnåede han IM-titlen som den yngste asiat nogensinde, og allerede i 1985 blev han som blot 16-årig national mester i kamp med voksne spillere.
I 1987 kom det næste store højdepunkt, da Anand vandt junior-VM-titlen som den første inder nogensinde, og allerede i 1988 blev han udnævnt til stormester. I begyndelsen af 1990'erne opbyggede han sit ry som en storspiller i svøb med blandt andet en sejr i Reggio Emilia i 1991 foran så store navne som Garri Kasparov og Anatoly Karpov. Han nåede samme år kvartfinalen i kandidatturneringen til VM, hvor han tabte en tæt match til Karpov.
I 1995 kvalificerede Anand sig til en titelkamp mod Kasparov, som han dog tabte med 10,5-7,5. I de følgende år slog han sin position fast som en af verdens absolut bedste spillere med en lang række turneringssejre, og han har vundet skakkens Oscar-pris fire gange (1997, 1998, 2003 og 2004). I 2000 vandt han FIDE's VM-titel, men titlen kom i en periode, hvor to konkurrerende organisationer udnævnte hver sin verdensmester, så derfor anerkendes den ikke generelt. Han tabte titlen igen to år senere til Ruslan Ponomariov. 
I 2006 blev striden bilagt, og der har siden da kun været en verdensmester. Ved turneringen i 2007 med i alt otte deltagere sejrede Anand sikkert med 9/14 uden nederlag som turneringens eneste. Hans forspring var på et point til Vladimir Kramnik og Boris Gelfand, og Anand var dermed ny verdensmester efter Kramnik. Han forsvarede titlen i en match mod Kramnik i 2008.
I 2013 tabte han titlen til norske Magnus Carlsen.

## Spillestil
Viswanathan Anand er kendt som en meget hurtig spiller, og han er derfor også en fremragende lynskakspiller. Således vandt han FIDE's lynskak-VM-turnering i 2003, og da han vandt lynskakturneringen i Melody Amber 2007, svarede hans resultat i denne del til et ratingtal på 2939. 
I almindelige skakpartier har Anand stort set altid mere tid tilbage ved partiets afslutning end modstanderen, og han har blot én gang tabt et parti ved at overskride tidsgrænsen.
Også inden for blindskak har Anand vist store evner. Således har han vundet blindskakdelen af Melody Amber flere gange og som den eneste spiller nogensinde vundet både blind- og hurtigskakdelen af turneringen (to gange: 1997 og 2005). Han har vundet denne turnering sammenlagt i alt fem gange.
Blandt Anands hjælpere og træningsmodstandere er danske Peter Heine Nielsen, der flere gange har sekunderet Anand under de store turneringer, heriblandt også under VM-turneringen i 2007.